# Locastra
Locastra é um gênero de mariposa pertencente à família Crambidae.